# Bruges la morta
Bruges la morta (in originale francese Bruges-la-Morte) è un romanzo scritto dall'autore belga Georges Rodenbach, apparso a puntate su "Le Figaro" dal 4 al 14 febbraio 1892.
Unendo poetica decadentista e simbolismo iniziatico, legato al mito di Euridice, l'autore voleva scrivere una storia che potesse ambientare in città usando anche fotografie (siamo ai primissimi esperimenti di questo tipo) e linguaggio evocativo, quasi da nebbia continua, e comunque unendo elementi del giallo all'italiana (lui stesso lo chiama nel preambolo étude passionnelle, «studio sulle passioni») e del poema in prosa al tema misterioso del doppio. 
Nel 1920, il compositore Erich Wolfgang Korngold prese da questo romanzo l'ispirazione per la sua opera Die tote Stadt (La città morta). Anche il romanzo noir D'entre les morts dei francesi Pierre Boileau e Thomas Narcejac affronta le tematiche dell'allucinazione e del morboso, e fu adattato al cinema da Alfred Hitchcock nel celeberrimo Vertigo (La donna che visse due volte). Anche W.G. Sebald fu influenzato dal libro. 

## Trama
Hugues Viane è rimasto improvvisamente vedovo della giovane e fascinosa moglie Ofelia, e ha deciso di trasferirsi a Bruges, dove il suo lutto sembra identificarsi nell'atmosfera cupa della città.
Hugues ha perso la voglia di vivere: il suo unico passatempo è una passeggiata al crepuscolo quando girovaga senza meta per le vie della città, o si reca in chiese e luoghi sepolcrali.
La sua mesta esistenza è improvvisamente sconvolta da una visione: durante una delle sue solite passeggiate, Hugues intravede una donna che gli appare identica alla moglie morta.
Inseguendola, scopre che si chiama Jane e lavora come danzatrice nel teatro cittadino; i due iniziano a frequentarsi, e ciò giova a Hugues che cambia completamente modo di vivere, ritrovando quella gioia di vivere che da tempo lo aveva abbandonato. Tuttavia, vi è gente in città che lo etichetta come libertino poiché frequenta di notte quella donna appartenente al disinibito mondo del teatro.
Hugues desidera una trasformazione di Jane per renderla quanto più possibile identica alla moglie morta, ma si rende conto che non è possibile farlo. Su richiesta di Jane accetta di invitarla a casa sua. La visita di Jane avviene il giorno in cui si tiene una processione religiosa e la domestica di Hugues, Barbe, si licenzia per via delle voci malevole sulle frequentazioni del padrone.
Jane osa entrare in una stanza dell'appartamento dove Hugues conserva gli oggetti appartenuti alla moglie morta: ritratti, divanetti, gioielli e addirittura una treccia di capelli conservata sotto una teca di vetro. Jane osa toccare quelli che per Hugues sono cimeli sacri mentre si fa beffe di lui e della sua fissazione. In un impeto di rabbia, egli la uccide, strangolandola con la treccia dei capelli della morta, come se la stessa defunta si vendicasse contro l'usurpatrice.

## Edizioni
- Bruges la morta, traduzione di Fausto M. Martini, Roma, Voghera, 1907.
- Bruges la morta, (edizione ridotta per il teatro da Eucardio Momigliano), Milano, Facchi, 1920.
- Bruges la morta, traduzione di Piero Bianconi, BUR n. 900, Milano, Rizzoli, 1955.
- Bruges la morta, traduzione e introduzione di Paola Dècina Lombardi, Milano Mondadori, 1997, ISBN 88-04-42372-2
- Bruges la morta, a cura di Emanuele Trevi, presentazione di Marco Lodoli, trad. Catherine McGilvray, Collana Le porte n.4, Roma, Fazi Editore, 1995, ISBN 88-8112-004-6. ; Collana Le strade, Fazi, 2016, ISBN 978-88-932-5002-3.
- Bruges la morta, a cura di Paola Dècina Lombardi, Collana Oscar classici, Milano, Mondadori, 1997, ISBN 88-04-42372-2.
- (FR) Bruges-la-Morte, a cura di Jean-Pierre Bertrand e Daniel Grojnowski, Paris, Flammarion, 1998, ISBN 2-08-071011-7.

## Versione cinematografica
Esiste un film argentino del 1956 Más allá del olvido tratto dal libro di Georges Rodenbach..